# Vila de Rei
Vila de Rei – miejscowość w Portugalii, leżąca w dystrykcie Castelo Branco, w regionie Centrum w podregionie Pinhal Interior Sul. Miejscowość jest siedzibą gminy o tej samej nazwie.

## Demografia
| Liczba ludności gminy Vila de Rei (1801–2011) | Liczba ludności gminy Vila de Rei (1801–2011) | Liczba ludności gminy Vila de Rei (1801–2011) | Liczba ludności gminy Vila de Rei (1801–2011) | Liczba ludności gminy Vila de Rei (1801–2011) | Liczba ludności gminy Vila de Rei (1801–2011) | Liczba ludności gminy Vila de Rei (1801–2011) | Liczba ludności gminy Vila de Rei (1801–2011) | Liczba ludności gminy Vila de Rei (1801–2011) | Liczba ludności gminy Vila de Rei (1801–2011) |
| --------------------------------------------- | --------------------------------------------- | --------------------------------------------- | --------------------------------------------- | --------------------------------------------- | --------------------------------------------- | --------------------------------------------- | --------------------------------------------- | --------------------------------------------- | --------------------------------------------- |
| 1801                                          | 1849                                          | 1900                                          | 1930                                          | 1960                                          | 1981                                          | 1991                                          | 2001                                          | 2004                                          | 2011                                          |
| 3 489                                         | 6 742                                         | 6 781                                         | 7 399                                         | 7 568                                         | 4 654                                         | 3 687                                         | 3 354                                         | 3 242                                         | 3 452                                         |

## Sołectwa
Sołectwa gminy Vila de Rei:
- Fundada – 638 osób
- São João do Peso – 204 osoby
- Vila de Rei – 2610 osób